# Помокли
Помокли (укр. Помоклі) — село, входит в Ташанскую сельскую общину Бориспольского района Киевской области Украина.
Население по переписи 2001 года составляло 1211 человек. Почтовый индекс — 08442. Телефонный код — 4567. Занимает площадь 6,4 км².

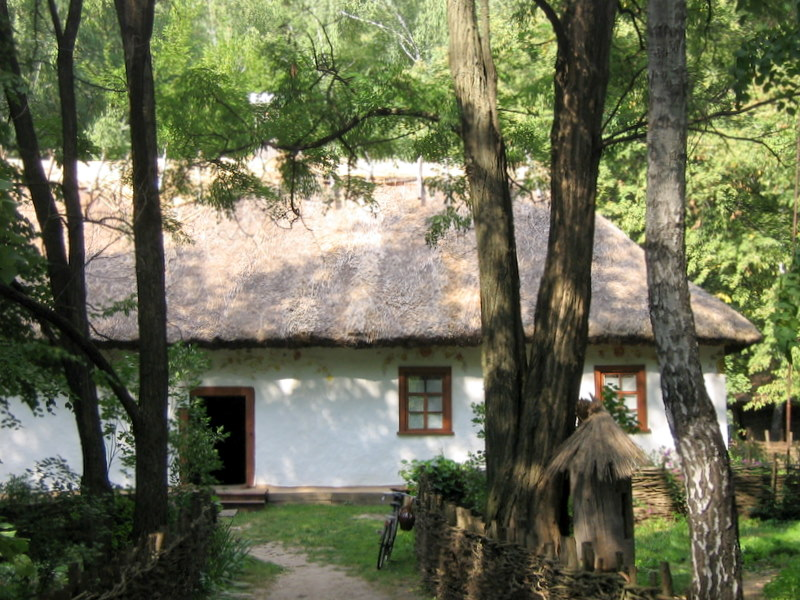
Дом конца XIX века из села Помокли, где находится тематический Музей пчеловодства

В Музее народной архитектуры и быта Средней Надднепрянщины (Переяслав-Хмельницкий) в доме конца XIX века, перевезённого из села Помокли, находится тематический «Музей истории пчеловодства». Дом построен «в шулы»: дом, сени, хатина и кладовая. Во дворе находятся: амбар для хранения мёда, рамок ульев; вильшанник — погреб, покрытый двухскатной соломенной крышей для зимовки пасеки и улья-дуплянки середины XIX века.